# Pamboudjé
Pamboudjé (auch: Banboudjé) ist ein Dorf in der Landgemeinde Ouro Guélédjo in Niger.

## Geographie
Das Dorf befindet sich rund 13 Kilometer südwestlich des Hauptorts Ouro Guélédjo der gleichnamigen Landgemeinde, die zum Departement Say in der Region Tillabéri gehört. Zu den Siedlungen in der näheren Umgebung von Pamboudjé zählen Ouro Go im Nordosten und Sakati im Südwesten.
Pamboudjé ist Teil der Übergangszone zwischen Sahel und Sudan. Die durchschnittliche jährliche Niederschlagsmenge beträgt hier zwischen 500 und 600 mm.

## Geschichte
Mitglieder einer bewaffneten Gruppe griffen in der Nacht vom 6. auf den 7. Juli 2023 die Nachbardörfer Pamboudjé und Sakati an. In Pamboudjé ermordeten sie eine Person, der sie vorwarfen, mit den staatlichen Sicherheitskräften zusammenzuarbeiten. Zudem forderten sie die Bevölkerung auf, das Dorf unverzüglich zu verlassen. Ähnliche Vorfälle in anderen Siedlungen in der Gemeinde Ouro Guélédjo lösten im Juli 2023 eine Fluchtbewegung in die Nachbargemeinde Torodi aus, wo die Vertriebenen vor allem in Schulen unterkamen.

## Bevölkerung
Bei der Volkszählung 2012 hatte Pamboudjé 478 Einwohner, die in 30 Haushalten lebten. Bei der Volkszählung 2001 betrug die Einwohnerzahl 322 in 32 Haushalten.